# 藤本典征
藤本 典征（ふじもと のりゆき、1944年7月29日 - ）は、日本のプロ野球選手、審判員。元パシフィック・リーグ審判部長。

## 来歴・人物
佐賀県出身。佐賀県立伊万里高等学校卒業後、1963年に投手として広島カープに入団も、肩を痛め一軍出場はなし。引退後、晃商事を経て1969年パ・リーグ審判部に入局。審判員袖番号は24（1977年初採用から。指導員に転じた2002年以降もつけていたが専任となった2003年から返上し以降空き番。）。1978年、34歳にして日本シリーズ初出場を果たすと、以降1978年から1988年まで11年連続日本シリーズ出場と、シリーズの常連審判となった。1998年から2001年まで審判部長を務め、通算3242試合出場、オールスター7回出場（1976年、1977年、1981年、1985年、1989年、1997年、1998年。内、1977年第2戦、1981年第2戦で球審）、日本シリーズ14回出場（1978年～1988年、1991年、1992年、1998年。内1978年と1980年、1986年第4戦、1979年と1983年第3戦、1984年と1988年第2戦、1985年第5戦、1987年第1戦、1991年第7戦、1982年と1992年第6戦でそれぞれ球審）という大記録を打ち立て、審判部長の座を2002年に永見武司に譲り、同年引退。2010年まで審判指導員。
審判には珍しい「左利き」であることは有名であり、1978年の日本シリーズ第7戦のゲームセットの瞬間（ヤクルトスワローズが球団初の日本一となった）も、左手でアウトのコールをしている。いわゆる「震えるジャッジ」をする審判であった。1989年に遠征中にくも膜下出血で倒れ、また翌1990年には眼窩低骨折にも見舞われたが、無事復帰している。なお、パ・リーグ審判の小寺昌治（旧名：藤本昌治）は実弟にあたる。小寺も兄と同じく、大きな声で、震えるジャッジをするものの、利き腕は兄と異なり右利きである。
1998年7月7日にグリーンスタジアム神戸（現：ほっともっとフィールド神戸）で行われた、オリックス・ブルーウェーブ（現：オリックス・バファローズ）対千葉ロッテマリーンズでロッテがプロ野球新記録となる17連敗となった試合で球審を務めていた。

## 詳細情報

### 年度別投手成績
- 一軍公式戦出場なし

### 背番号
- 52 （1963年 - 1964年）

## 審判出場記録
- 初出場：1968年6月9日、近鉄対西鉄9回戦（日生）、右翼外審
- 出場試合数：3214試合
- オールスター出場：7回
- 日本シリーズ出場：14回

（記録は2002年シーズン終了時）